# Fonteu Agripa
Fonteu Agripa (en llatí Fonteius Agrippa) va ser un cavaller romà del segle i. Formava part de la gens Fonteia, una gens romana d'origen plebeu procedent de Tusculum.
Era un dels acusadors de Luci Escriboni Libó Drus l'any 16, acusat de conspirar contra Tiberi. Més tard va oferir a la seva filla com a verge vestal, l'any 19.
El seu fill, que portava el mateix nom, va ser governador de la província d'Àsia amb poder proconsular l'any 69. Vespasià el va cridar a Roma i li va confiar el govern de Mèsia l'any següent. Va morir en una batalla contra els Sàrmates.